# A ceruzák éjszakája
A ceruzák éjszakája (spanyolul: La noche de los lápices) egy Argentínában lezajlott emberrablásokból, eltüntetésekből álló eseménysorozat, amivel az 1976-os argentin puccs után létrejött katonai junta alatt kiskorú diákokat kínoztak, erőszakoltak meg és öltek meg. Az eseményekre 1976. szeptember 16 és 21. között kerül sor. A név az elrabolt fiatalok életkorára, valamint a tanulmányaikhoz kapcsolódó eszközre – a ceruzára – utal.

## Háttér
1976 márciusában az argentin hadsereg megdöntötte Isabel Peron elnök hatalmát és puccsal átvették a hatalmat. A katonai junta meghirdette a Nemzeti Újraszervezési Folyamat néven hírhedetté vált politikájukat, aminek keretében el akarták pusztítani a baloldali gerillaszervezeteket és elnyomni a rendszerellenesnek minősített embereket és a rendszer kritikusait. A folyamat során gyakran hajtottak végre emberrablást, kínzást és végeztek ki foglyokat. Emellett, az egyik legismertebb szélsőbaloldali gerillaszervezet a Montoneros erőszakkal válaszolt a junta elnyomására majd felszólítottak más embereket és szervezeteket, hogy csatlakozzanak a rendszer elleni tiltakozásokhoz. Így került képbe a politikailag aktív hallgatói szövetség, a La Platában található Unión de Estudiantes Secundarios (Középiskolás Diákunió). A diákunió iskolai és egyéb reformokat követelt tüntetésekkel.

## Okok
Az egyik túlélő Pablo Díaz tanúvallomása alapján, amit 1985-ben a junta vezetői elleni tárgyaláson mondott, sokan azt feltételezték, hogy az emberrablások oka közvetlenül a békés, rendszer elleni tüntetéseken való részvétel volt. Ám a témában kutató Antonius C. G. M. Robben utrechti egyetem antropológia professzora szerint: „1976. szeptember 21-én, hajnali 4 órakor vitték el Pablo Díazt otthonából, zsákkal a fején, egy autóba tuszkolták be, majd a La Aranai rendőrőrsre vitték be. Itt vallatták és kérdezték a leendő diáktüntetésekről valamint az ő állítólagos gerilla tevékenységéről. Majd vallattak egy bekötött szemű embert – aki nem tudta hogy Pablo is jelen van – és azt állította hogy Pablo szimpatizált a Che Guevarista Ifjúsági szervezettel.”
Több száz olyan gerillát, aki a Guevarista Ifjúsági Csoport tagja volt a fegyveres összecsapások során eltűntek vagy elhurcolták őket 1976 és 1977 között, ugyanis kiderült hogy az Argentínában megrendezendő 1978-as labdarúgó-világbajnokság ellen katonai akciót akartak végrehajtani.
1998. szeptember 15-én, egy másik túlélő, Emilce Moler azt állította, hogy az emberrablások oka nem az iskolai reformok kikövetelése volt, hanem az hogy a junta azt hitte a diákunió kapcsolatban áll a Montoneros és a Népi Forradalmi Hadsereg szélsőbaloldali gerillaszervezetekkel.
Jorge Falcone, az eltűnt Maria Claudia Falcone diák testvére szerint húga tevékenysége túlment a diákmozgalmon: ő ugyanis militáns volt, aznap amikor elvitték a nagynénje otthonából ő fegyvereket rejtett el a lakásban és használni is akarta ezeket. A húgát ő nem tartja sem áldozatnak, sem mártírnak, hanem a Montoneros szervezet hősének.

## Emberrablások
1976. szeptember 16 és 17-én maszkos férfiak jelentek meg az éj leple alatt és diákokat vittek magukkal illegális fogdákba. 5 nap múlva a fogda emberei elrabolták Pablo Diazt is és a La Aranai fogdába vitték, ahol a diákmozgalmár társait is fogva tartották. Itt brutális kínzások alá vetették a foglyokat. Szeptember vége felé a foglyokat elvitték egy másik illegálisan működő börtönbe, a Pozo de Banfield-i börtönbe.
Az elrabolt diákok nevei:
| Név                                 | Életkora 1976-ban | Eltűnésének napja    | Jelenlegi helyzet | Egyéb információk |
| ----------------------------------- | ----------------- | -------------------- | ----------------- | --- |
| María Claudia Falcone               | 16                | 1976. szeptember 16. | Eltűnt            | La Plata egykori peronista polgármesterének a lánya. Falcone azt követően lett tagja a Diákuniónak, ahogy felvették a város művészeti iskolájába. 1973 után komolyan foglalkozott La Plata rossz negyedeinek az iskoláival és egészségügyi intézményeinek gondjaival. Aktívan részt vett a középiskolás buszjegyért folytatott kampányokban. A nagyanyja házából rabolták el barátnőjével, María Clara Ciocchinivel együtt. Testvére, Jorge Falcone szerint húga Montoneros militáns volt. |
| Claudio de Acha                     | 17                | 1976. szeptember 16. | Eltűnt            | Hector Campora 1973-as győzelme után, Acha a La Plata-i gimnázium demokratizálásban vett részt. Juan Perón halála után csatlakozott a Diákunióhoz és részt vett a kedvezményes diákbérletek miatti tüntetésen. Achát Horacio Ungaro otthonából rabolták el. |
| Gustavo Calotti "Francés"           | 18                | 8 September 1976     | Túlélő            | Calotti egy érettségizett gimnazista volt. Elrablásakor, Calotti rendőrkadét volt. A Diákunióban harcolt, de 1976-ban kilépett belőle és más baloldali csoportokhoz csatlakozott. Habár szeptember 8-án történt meg elrablása, személye mégis a többi elrabolt diákhoz kötődik. |
| María Clara Ciocchini               | 18                | 1976. szeptember 16. | Eltűnt            | Egy katolikus iskola diája volt, cserkész is volt viszont később tagja lett a Diákunió Bahia Blancaban levő szervezetének. Olyan szélsőjobboldali terrorszervezetek tettei, mint a Tripla A (Argentín Antikommunista Szövetség) és a Nemzeti Egyetemi Összevonás arra kényszerítették Ciocchinit, hogy La Platába költözzön. Így 1975-től a városban élt, María Claudia Falcone otthonában és felvették a művészeti középiskolába. Ciocchini and Falcone were kidnapped together. |
| Pablo Díaz                          | 18                | 21 September 1976    | Túlélő            | Mivel egy jobboldali peronista egyetemi tanár gyereke volt, Díazt eltanácsolták egy katolikus iskolából és a Légió nevű szervezetnél kötött ki. Tagja volt ugyan a Diákuniónak, de emellett 1976-ban a szélsőbaloldali Népi Forradalmi Hadsereg nevű gerillaszervezet ifjúsági tagozatának, a Guevarista Ifjúságnak is. Később, tőle függetlenül, a szervezet 369 tagját rabolták el, amikor kiderült, hogy terrorista merényleteket terveztek az Argentínában megrendezendő 1978-as labdarúgó világbajnokságra. 1976. szeptember 21-én rabolták el. 1985-ben a junták perében tanuvallomást tett, az átélt kínzásokról. |
| Francisco López Muntaner "Panchito" | 16                | 1976. szeptember 17. | Eltűnt            | Egy peronista olajipari munkás fia, Panchito tagja volt az iskolájuk Diákuniójának. Claudia Falconéval együtt, önkéntes munkákban dolgozott a szegénynegyedekben, és harcolt a kedvezményes diákbérletekért. |
| Patricia Miranda                    | 17                | 1976. szeptember 17. | Túlélő            | Nem tartozott semelyik politikai szervezethez és militánsa sem volt egy katonai szervezetnek sem. 1978 márciusában szabadult. |
| Emilce Moler                        | 17                | 1976. szeptember 17. | Túlélő            | Egy nyugdíjas tanfelügyelő lánya és az iskola Diákuniós militánsa . |
| Daniel A. Racero                    | 18                | 1976. szeptember 16. | Eltűnt            | Egy peronista tengerésztiszt fia, aki 1973-ban meghalt. Már gyerekként üzenetküldőként dolgozott. Amikor csatlakozott a Diákunióhoz, az számára egy olyan hely volt ahol volt oka harcolnia. Oltásokat regisztrált, a szegénynegyedek lakásügyi és iskolaügyi dolgaival foglalkozott, valamint részt vett a kedvezményes diákbérletek miatti tüntetéseken. Racerot Horacio Ungaro otthonából rabolták el. |
| Horacio Ungaro                      | 17                | 1976. szeptember 16. | Eltűnt            | Egy kommunista családban született, 1974-ben belépett a Diákunióban. A kedvezményes diákbérletekért küzdött. La Platában a szegénynegyed iskoláiban dolgozott. 1976. szeptember 16-án rabolták el. |

## Elrablás után
A fogvatartás során átélt kínzásokról, három túlélő adott tanúvallomást. Emilce Moler állítása szerint: "Elszánt szadizmussal kínoztak minket. Emlékszem meztelen voltam. Csak egy törékeny 150 cm magas, 47 kilós lány voltam, akit egy nagydarab férfi ütött kíméletlenül. A fogvatartásom után egy héttel elvittek minket teherautóval máshova. Valahol útközben megálltunk és néhány barátomat leszedték a járműről. Ők voltak azok, akiknek aztán örökre nyoma veszett." Moler azt is állította, hogy nem értette, egyes Diákunió aktivistákat miért öltek meg, másokat meg hagytak túlélni." A hadsereg őket felforgatóknak tartotta.
Pablo Díaz tanúvallomásában arról beszélt, hogy: "Az Aranai őrsön elektrosokkal nyúltak a számba, az ínyemhez és a nemi szervemhez és kitépték az egyik lábkörmömet. Az is teljesen megszokott volt, hogy napokig élelem nélkül hagytak minket"."
Azokat az embereket, akiket Pozo de Banfieldbe szállítottak nagy valószínűséggel 1977 januárjában a helyszínen végezték ki.